# Brasserie Slaghmuylder
Vous pouvez aider à l'améliorer ou bien discuter des problèmes sur sa page de discussion.
- Il ne cite pas suffisamment ses sources. Vous pouvez indiquer les passages à sourcer avec {{référence nécessaire}} ou {{Référence souhaitée}}, et inclure les références utiles en les liant aux notes de bas de page. (Marqué depuis avril 2021)
- Il contient une ou plusieurs listes. Le texte gagnerait à être rédigé sous la forme d’un ou plusieurs paragraphes synthétiques, afin d’être plus agréable à lire. (Marqué depuis avril 2021)

- Archive Wikiwix
- Bing
- Cairn
- DuckDuckGo
- E. Universalis
- Gallica
- Google
- G. Books
- G. News
- G. Scholar
- Persée
- Qwant
- (zh) Baidu
- (ru) Yandex
- (wd) trouver des œuvres sur Wikidata

La Brasserie Slaghmuylder (en néerlandais : Brouwerij Slaghmuylder) est une brasserie familiale belge située à Ninove en province de Flandre-Orientale. Elle produit principalement les bières d'abbaye Witkap Pater.

## Histoire
La brasserie Slaghmuylder est fondée en 1860 par Emmanuel Slaghmuylder, marchand de grains, à la Sint-Jorisstraat dans le centre historique de Ninove. La seconde partie du nom (Muylder en patois flamand) signifie d'ailleurs Meunier. Vers 1900, Ernest, le fils d'Emmanuel, reprend l'entreprise. Il épouse Marie Van Roy, fille d'un brasseur de Wieze et sœur d'Arthur Van Roy, actif à la brasserie De Hoorn qui deviendra la brasserie Palm à Steenhuffel. Les trois fils d'Ernest, Émile né en 1900, Edmond né en 1901 et Édouard né en 1905 font construire une nouvelle brasserie en 1925 sur la Denderhoutenbaan (chaussée de Denderhoutem) à quelques hectomètres de l'ancienne implantation. Dès 1926, la brasserie produit une bière à fermentation basse : la Slag Pils encore produite aujourd'hui sous le nom de Slag Lager Bier.
On remarque les initiales E.S. pour chaque membre de la famille. En fait, ces initiales figurent sur les fûts de la brasserie depuis la fondation de l'entreprise. Pendant la Seconde Guerre mondiale, la brasserie produit des bières de fermentation haute demandant moins d'énergie. Cela dure jusqu'en 1958 où les bières de fermentation basse sont de nouveau brassées comme la Slag Pils déjà connue, la Helles et la bière de table Taffelhell. Au milieu des années soixante, les trois frères cèdent le relais à leurs trois fils : Philippe (fils d'Émile), Éverard (fils d'Édouard) et Michel (fils d'Edmond). Ce dernier s'occupe principalement du brassage. En 1981, commence la production de la bière d'abbaye Witkap Pater brassée précédemment par la brasserie De Drie Linden à Brasschaat. Depuis lors, trois autres variétés de cette bière ont été brassées. Actuellement, le maître brasseur est Luc Verhaeghe, le beau-fils de Michel Slaghmuylder L'entreprise qui est restée familiale en est à sa cinquième génération.
La brasserie exporte une partie de ses bières principalement vers les Pays-Bas, l'Angleterre et les États-Unis

## Visite
En se rendant à la brasserie, il est possible de visiter un petit musée aménagé dans l'ancienne salle des machines où l'on peut voir une collection d'anciens matériels brassicoles, de vieilles affiches publicitaires ainsi qu'une machine à vapeur datant de 1910 et qui servit jusqu'en 1966. Elle est toujours en état de marche. Les bâtiments de la brasserie figurent à l'inventaire du patrimoine bâti de la région flamande (Inventaris van het Bouwkundig Erfgoed) depuis 1978.

## Principales bières

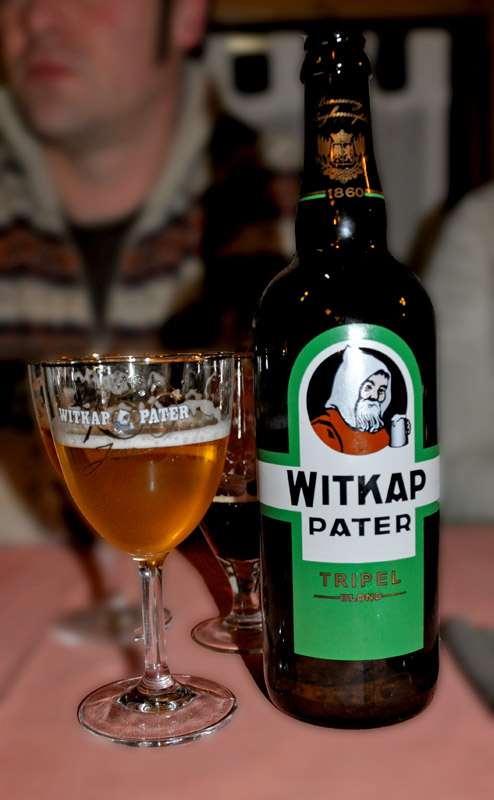
Witkap Pater tripel

- Slag Lager Bier, une bière blonde de type pils titrant 5 % en volume d'alcool produite depuis 1926.
- Witkap Pater, une bière d'abbaye se déclinant en quatre variétés : Tripel, Dubbel, Stimulo et Special.
- Ambiorix, une bière brune titrant 7,5 % en volume d'alcool produite depuis 1985.
- Slaghmuylder's Paasbier, une bière de saison (bière de Pâques) titrant 5,2 % en volume d'alcool.
- Slaghmuylder's Kerstbier, une bière de saison (bière de Noël) titrant 5,2 % en volume d'alcool.